# Condado de Bell (Kentucky)
Bell County es un condado situado en la parte sureste del estado de Kentucky en Estados Unidos. Se formó en 1867 durante la época de la Reconstrucción a partir de partes de los condados de Knox y Harlan y aumentó a partir del condado de Knox en 1872. En el censo de 2010, la población era de 28.691. La sede del condado es Pineville. El condado lleva el nombre de Joshua Fry Bell, un representante de los EE.UU. Originalmente se llamaba "Josh Bell", pero el 31 de enero de 1873, la legislatura de Kentucky acortó el nombre a "Bell".
El condado de Bell es considerado un condado "húmedo", una clasificación entre seco y húmedo en términos de venta de alcohol. El condado cambió a húmedo por una votación en septiembre de 2015, que aprobó la venta de bebidas alcohólicas en Middlesboro, Kentucky.  El condado de Bell votó para permitir la venta de bebidas alcohólicas en restaurantes con capacidad para al menos 100 comensales.